# Таскола (Техас)
Таскола (англ. Tuscola) — місто (англ. city) в США, в окрузі Тейлор штату Техас. Населення — 850 осіб (2020).

## Географія
Таскола розташована за координатами 32°12′38″ пн. ш. 99°47′57″ зх. д. / 32.21056° пн. ш. 99.79917° зх. д. (32.210629, -99.799295).  За даними Бюро перепису населення США в 2010 році місто мало площу 1,94 км², уся площа — суходіл.

## Демографія
Згідно з переписом 2010 року, у місті мешкали 742 особи в 290 домогосподарствах у складі 210 родин. Густота населення становила 382 особи/км².  Було 322 помешкання (166/км²).
Расовий склад населення:
| - 92,9 % — білих - 0,5 % — чорних або афроамериканців - 0,3 % — корінних американців - 0,1 % — азіатів - 4,7 % — осіб інших рас |

До двох чи більше рас належало 1,5 %. Частка іспаномовних становила 7,8 % від усіх жителів.
За віковим діапазоном населення розподілялося таким чином: 27,8 % — особи молодші 18 років, 56,2 % — особи у віці 18—64 років, 16,0 % — особи у віці 65 років та старші. Медіана віку мешканця становила 39,2 року. На 100 осіб жіночої статі у місті припадало 89,3 чоловіків;  на 100 жінок у віці від 18 років та старших — 86,1 чоловіків також старших 18 років.
Середній дохід на одне домашнє господарство  становив 56 950 доларів США (медіана — 51 667), а середній дохід на одну сім'ю — 65 264 долари (медіана — 59 306). За межею бідності перебувало 8,3 % осіб, у тому числі 15,5 % дітей у віці до 18 років та 0,0 % осіб у віці 65 років та старших.
Цивільне працевлаштоване населення становило 336 осіб. Основні галузі зайнятості: освіта, охорона здоров'я та соціальна допомога — 33,6 %, роздрібна торгівля — 13,1 %, сільське господарство, лісництво, риболовля — 8,6 %, будівництво — 8,3 %.